# Saint John del Rey Mining Company
A Saint John d'El Rey Mining Company foi uma empresa do Reino Unido de mineração que operou no Brasil nos séculos XIX e XX. A empresa empregava mineradores qualificados da Cornualha e de outras partes do Reino Unido em suas minas de ouro no estado de Minas Gerais, além de utilizar mão de obra escravizada.

## Contexto
Os quadrantes de Nova Lima e Rio Acima, ao leste e sudeste de Belo Horizonte, Minas Gerais, foram uma importante fonte de ouro nos séculos XIX e XX. O clima é subtropical, com temperaturas médias diurnas variando entre 22 °C (72 °F), e a precipitação média anual é de aproximadamente 1 500 milímetros (59 pol). O Rio das Velhas é o principal rio da região, fluindo para o norte pelos dois quadrantes.  O terreno é relativamente acidentado, com picos atingindo 1 380 metros (4 500 pé), pouco mais de 680 metros (2 200 pé) acima do nível do rio. Resquícios de lavras auríferas do período colonial podem ser encontrados ao longo do Rio das Velhas. Há muitas pequenas minas de ouro abandonadas e explorações, algumas datadas de antes da segunda metade do século XIX, muitas vezes sem registros sobreviventes. Os principais povoados são Nova Lima, Sabará, Rio Acima e Raposos.

## História
A Saint John d'El Rey Mining Company foi estabelecida no Reino Unido em abril de 1830 como uma sociedade por ações. John Diston Powles foi o primeiro presidente da empresa. A companhia obteve um arrendamento para explorar as minas na Serra do Lenheiro, em São João del-Rei, Minas Gerais, adquirindo-as de três comerciantes britânicos e um médico alemão. Na serra do Lenheiro há vestígios dessas minas, sendo a principal estrutura popularmente conhecida como Canal dos Ingleses. Em junho e julho de 1830, um grupo de mineradores da Cornualha viajou ao Brasil para trabalhar nas minas. A iniciativa enfrentou dificuldades com minério de baixa qualidade e disputas legais, sendo encerrada em menos de dois anos.
A empresa buscou outras propriedades de mineração na região e adquiriu a mina de ouro Morro Velho em 1834. A mina de Morro Velho já havia sido explorada por cerca de 50 anos antes da aquisição pela Saint John Mining Company, inicialmente como uma operação de lavra a céu aberto. A empresa também adquiriu as minas de Raposos e outras propriedades. As propriedades da St. John del Rey Mining Co. incluíam a mina Morro das Bicas, ao sul de Raposos; a mina Bella Fama, cerca de 2 quilômetros (1,2 mi) a sudeste de Nova Lima; as minas Gaia, Faria e Gabirobas, a sudoeste de Honório Bicalho; a mina Bicalho, em Honório Bicalho; e a mina Urubu, cerca de 3 quilômetros (1,9 mi) ao sul-sudeste de Honório Bicalho.
Em 1845, a empresa firmou um acordo com a companhia Cata Branca para alugar 385 escravizados por um período de 14 anos. O contrato afirmava que "todos os referidos negros... deverão, ao final desse período de quatorze anos, ser e tornar-se absolutamente livres e emancipados". No entanto, quando o prazo foi concluído, em 1859, essa cláusula foi silenciosamente ignorada. Um relatório de 1879 começou afirmando: "Um dos últimos atos de injustiça e desumanidade que se esperaria de um povo esclarecido e justo seria a retenção ilegal de homens livres na escravidão por ingleses." O relatório continuava: "A S. João d'El-Rei Mining Company mantém atualmente totalmente duzentos negros na escravidão, que foram tornados livres e emancipados no ano de 1859, por um contrato feito em 1845, do qual essa mesma Companhia era parte...". Pouco depois, as autoridades brasileiras libertaram os escravizados sob pressão de abolicionistas locais. O caso foi um dos primeiros eventos que levaram à abolição total da escravidão no Brasil em 1888.

## Minas

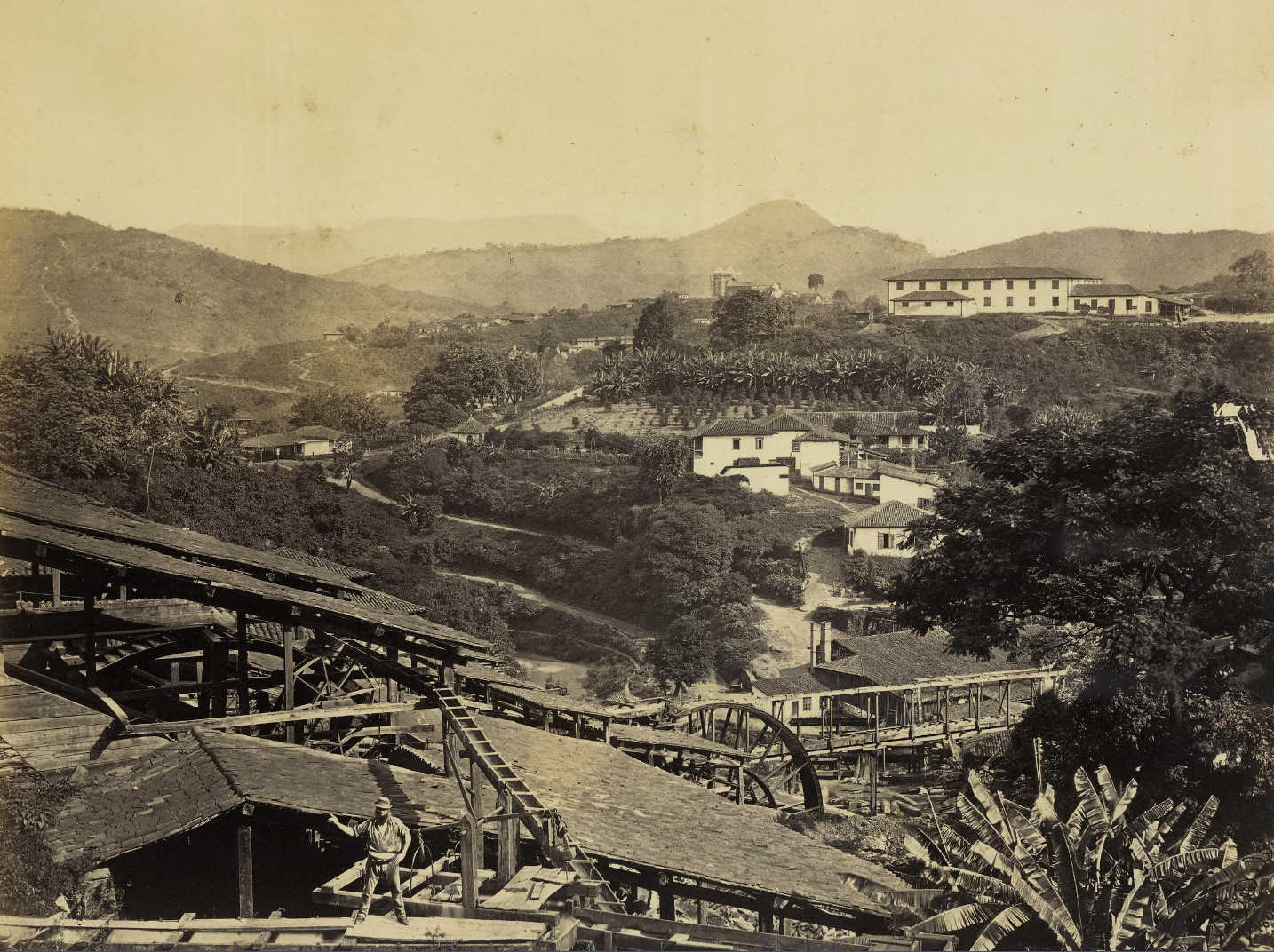
Morro Velho por volta de 1869

### Morro Velho

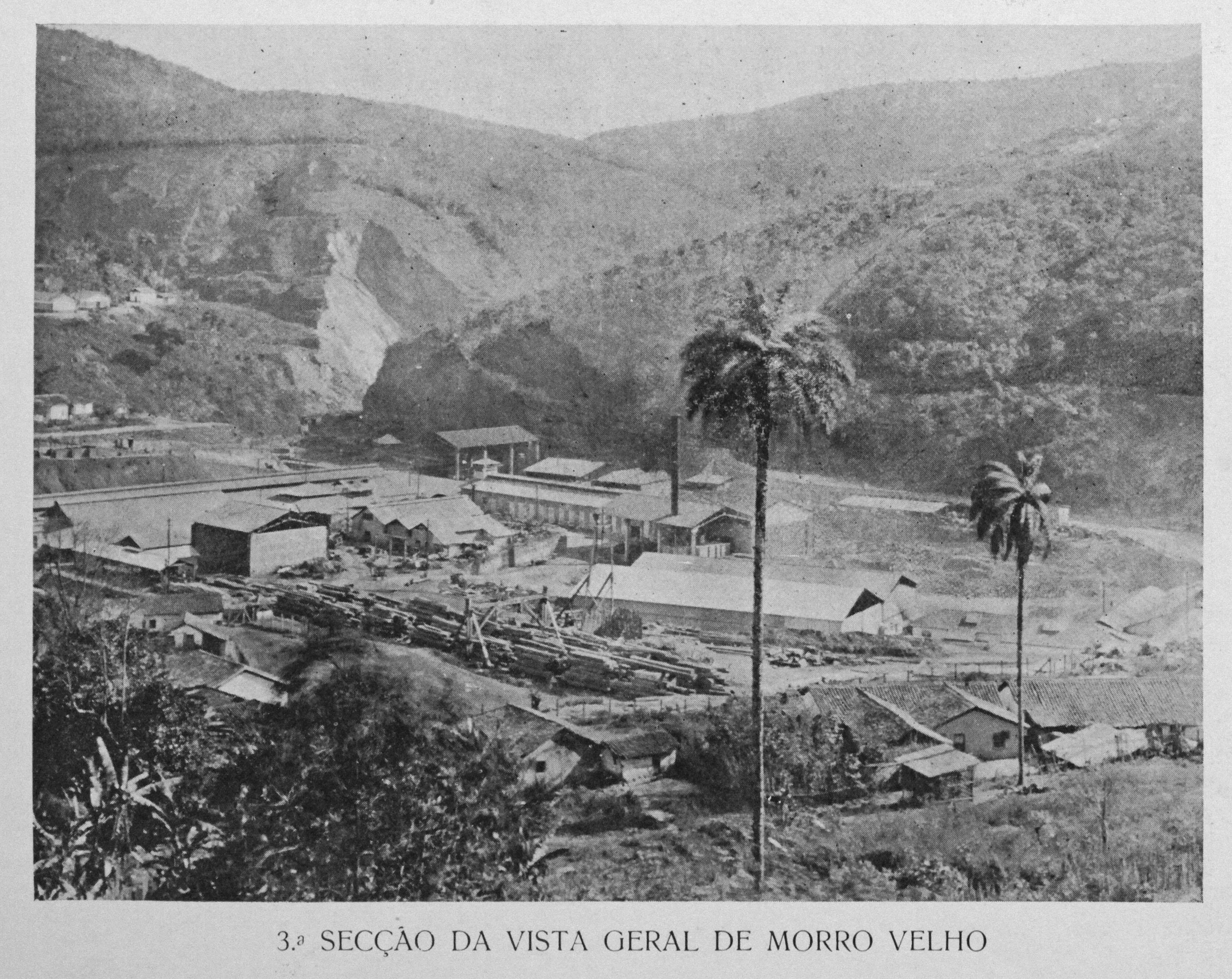
Morro Velho em 1907

A mina de Morro Velho está localizada em um vale próximo a Nova Lima, a cerca de 12 milhas (19 km) de Belo Horizonte.
A empresa investiu quantias significativas na melhoria da infraestrutura e rapidamente aumentou a produção.
Os primeiros dividendos foram pagos em 1842.
A empresa incentivou a vinda de mineiros britânicos para trabalhar no Brasil e empregou escravizados até sua emancipação no final do século XIX. Após o fechamento da mina Gongo Soco em 1856, alguns dos mineiros córnicos encontraram trabalho em minas brasileiras operadas pela Saint John d'El Rey Mining Company. Os córnicos formavam a maioria dos mineiros britânicos em Morro Velho, totalizando cerca de 350 na década de 1860.
Um incêndio causou o colapso da mina em 1867, e foram necessários sete anos para retomá-la. Na década de 1870, descobriu-se que o superintendente estava envolvido em fraudes e teve que ser demitido. Um desmoronamento em 1886 causou outro colapso da mina, levando a empresa à liquidação temporária. A mina foi reaberta e voltou a ser lucrativa na década de 1890. Em certo momento, Morro Velho foi a mina mais profunda do mundo, atingindo 2 545 metros (8 300 pé) abaixo do nível da entrada da beta. Após a revolução de 1930, um sindicato dos mineiros foi formado. As greves reduziram a produção e a infraestrutura entrou em declínio.

### Minas de Raposos
A exploração sistemática da área ao redor das minas de Raposos, a leste de Morro Velho, parece ter começado pouco antes de 1910. Até 1930, os principais veios descobertos foram as betas das minas Grande e Espírito Santo, ambos a oeste do rio das Velhas, e a beta Morro das Bicas, a cerca de 1 quilômetro (0,62 mi) ao sul de Raposos, no lado leste do Rio das Velhas. Foram extraídas 23.404 toneladas de minério das minas de Raposos entre 1910 e 1928, das quais se obtiveram 8 388 onça (massa)s (240 000 g) de ouro.
A mineração no Morro das Bicas foi suspensa no início da década de 1930, mas continuou nas outras minas, que eram importantes produtoras. Em 1955, os principais veios eram o Espírito Santo, Mina Grande e Espírito West, que estavam interligados por galerias subterrâneas e haviam alcançado uma profundidade de cerca de 640 metros (2 100 pé). No final de 1955, as minas de Raposos tinham reservas totais de 1.694.080 toneladas métricas de minério, com uma média de 9,5 gramas de ouro por tonelada.

### Outras minas
A empresa perfurou uma beta de exploração na mina Bicalho em 1925 e parece ter encontrado um veio antes de interromper as operações. Em 1936, a mina foi drenada e a exploração continuou até uma profundidade de 610 metros (2 000 pé). 36.800 toneladas de minério produziram 8.238 onças de ouro entre 1940 e 1941, e 40.700 toneladas foram processadas entre 1942 e 1943. Não houve atividade entre 1944 e 1945, 200 toneladas foram extraídas em 1946, após o que as operações foram encerradas. A empresa comprou a fazenda Fernão Paes, a oeste de Honório Bicalho, por volta de 1863, e iniciou a exploração das minas Gaia e Gabirobas. Entre 1867 e 1873, foram produzidas 5.777 onças de ouro, após o que a mineração foi interrompida. Algumas explorações foram retomadas em 1887, após o colapso da mina Morro Velho, mas os resultados foram desanimadores.
A mina Faria, a cerca de 1 quilômetro (0,62 mi) ao sul da mina Gabirobas, foi desenvolvida e explorada por uma empresa francesa por um curto período por volta de 1900. A Saint John Company começou a drenar e explorar essa mina em 1931. Em 1934, iniciou a perfuração de uma beta conhecida localmente como túnel Gaia, no lado oeste do Rio das Velhas, em Honório Bicalho, em direção ao oeste-sudoeste. O objetivo era drenar a antiga mina Gaia e fornecer acesso a níveis mais profundos dessa mina. Em 1935, a beta foi estendida ainda mais a oeste-sudoeste, alcançando a base da mina Faria em 1936. A mina Gabirobas foi drenada em 1936 e explorada até 30 metros (98 pé) abaixo das galerias originais, e a mina Gaia foi explorada até 30 metros (98 pé) abaixo do túnel Gaia. Essas explorações foram interrompidas em 1937 devido ao baixo preço do ouro. A empresa continuou a desenvolver a mina Faria e iniciou a produção regular em 1940. Entre 1940 e 1947, quando a produção foi suspensa, foram processadas 176.286 toneladas de minério.

## Dissolução
Em 1957, havia duas minas ativas: a mina Morro Velho, em Nova Lima, e o grupo Raposos, próximo a Raposos. Naquele ano, um grupo de investidores adquiriu participação majoritária na empresa e vendeu suas propriedades de ferro para a Hanna Mining Company, de Cleveland, Ohio.
A empresa foi formalmente encerrada em 1985.